# Рощино (Хабаровский край)
Ро́щино — село в Хабаровском районе Хабаровского края. Входит в состав Корсаковского сельского поселения.

## География
Село Рощино — пригород Хабаровска, расположено на правом берегу Амурской протоки.
Через село проходит автодорога Красная Речка — Казакевичево.

## История
В 1969 году указом Президиума Верховного Совета РСФСР селение подсобного хозяйства военведа переименовано в село Рощино.

## Население
| 1992 | 2002 | 2010 | 2011 | 2012 | 2021 |
| ---- | ---- | ---- | ---- | ---- | ---- |
| 717  | ↗754 | ↘746 | ↗749 | ↗765 | ↗934 |

## Инфраструктура
В окрестностях села Рощино находятся детские оздоровительные лагеря, базы отдыха, садоводческие общества хабаровчан.

## Галерея

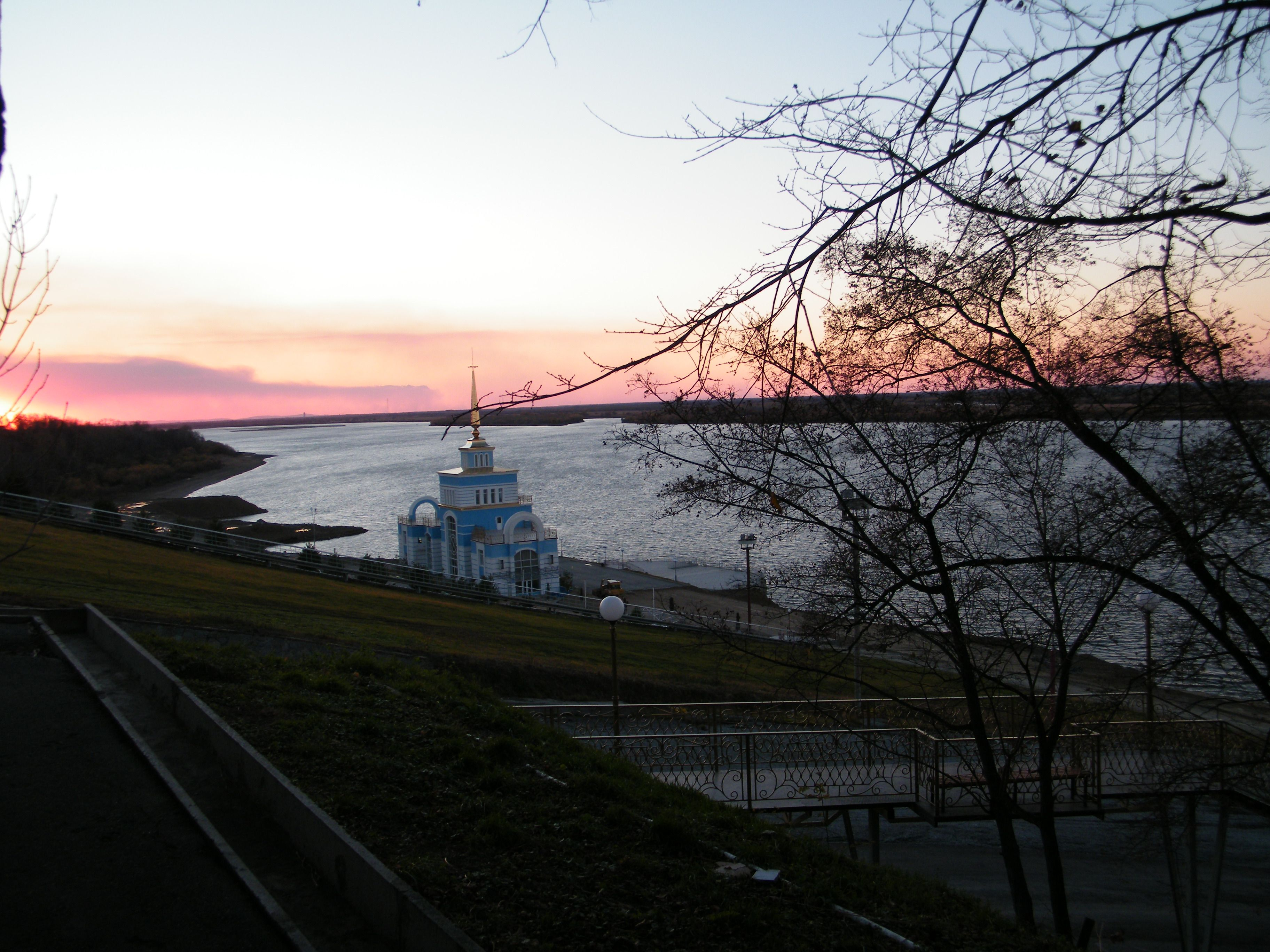
Вид на Амурскую протоку из «Заимки Плюснина», слева на горизонте Китай.
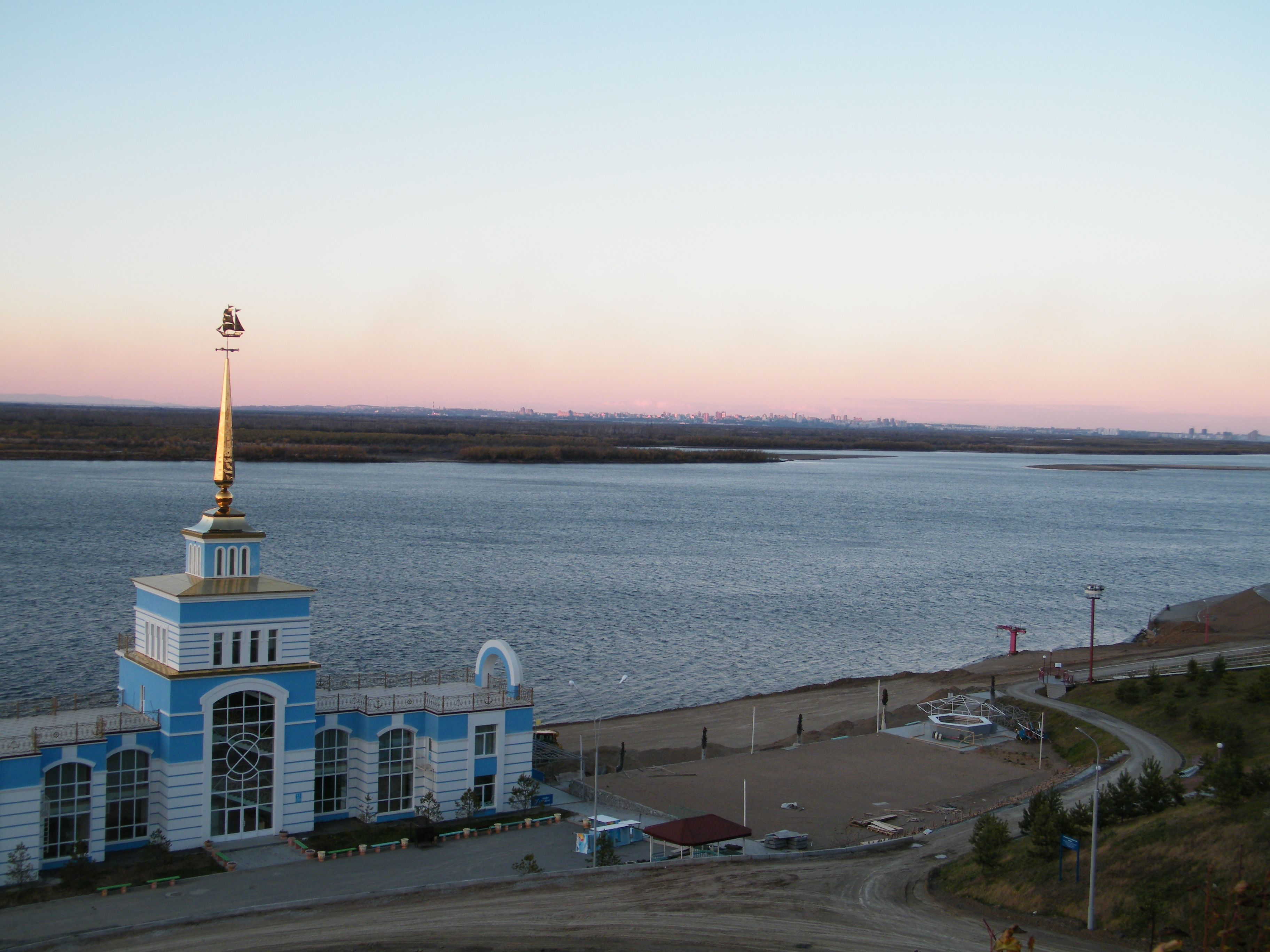
Вид на Амурскую протоку из «Заимки Плюснина», справа на горизонте Хабаровск.
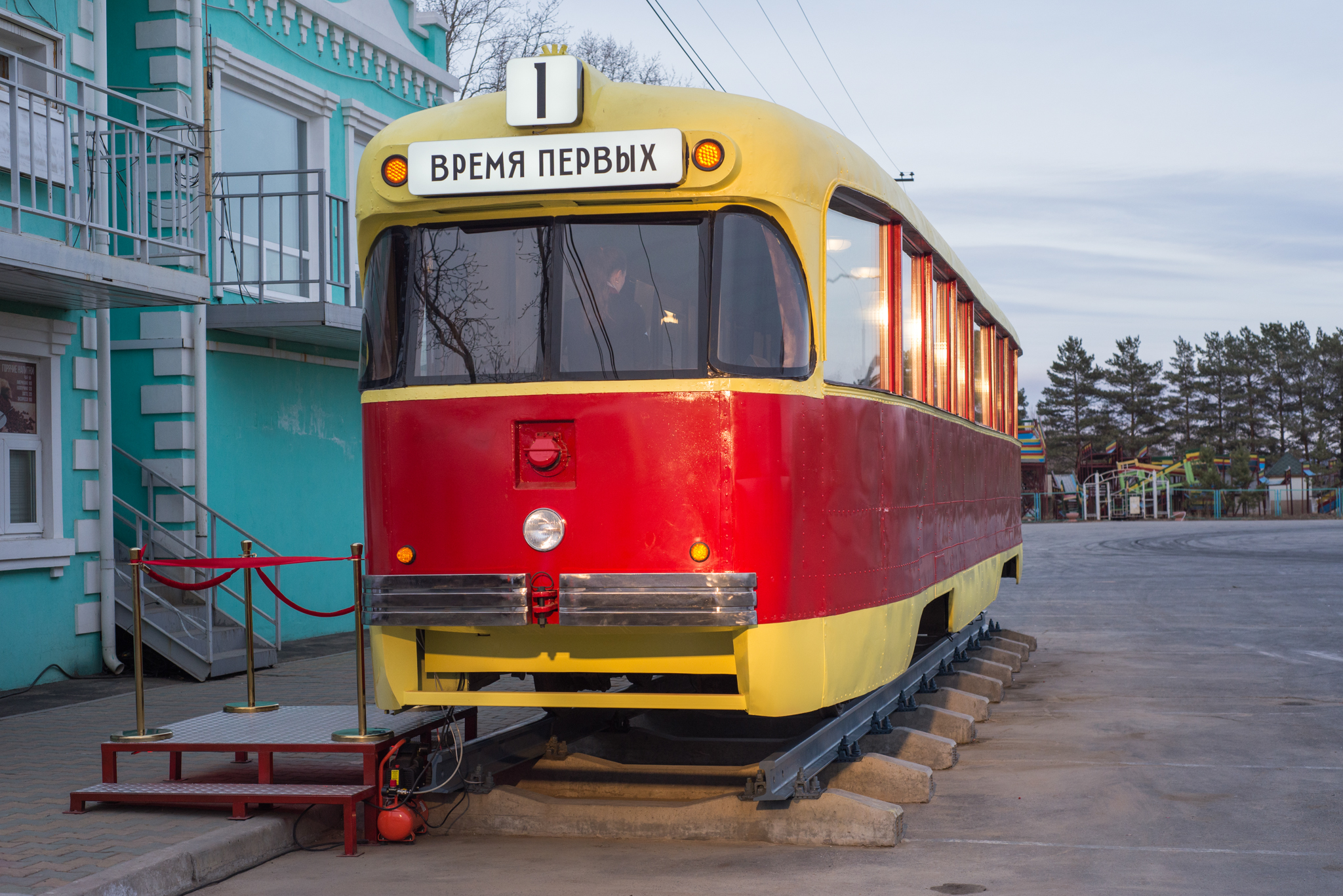
«Кинотрамвай» на Заимке